# Pacific Data Images
La Pacific Data Images (abbreviata in PDI) era una società di produzione di computer animation che nel 1997 è stata acquistata dalla DreamWorks. La società era di proprietà della DreamWorks Animation.